# Bathyfautor
Bathyfautor is een geslacht van weekdieren uit de klasse van de Gastropoda (slakken).

## Soorten
- Bathyfautor caledonicus B. A. Marshall, 1995
- Bathyfautor coriolis B. A. Marshall, 1995
- Bathyfautor multispinosus (Schepman, 1908)
- Bathyfautor rapuhia B. A. Marshall, 1995

### Synoniemen
- Bathyfautor caledonicum => Bathyfautor caledonicus B. A. Marshall, 1995
- Bathyfautor multispinosum => Bathyfautor multispinosus (Schepman, 1908)